# Robert R.
Robert Rayford (Saint Louis, 3 febbraio 1953 – Saint Louis, 15 maggio 1969) a lungo identificato come Robert R. per via della sua età, è ricordato come la prima vittima confermata del HIV/AIDS negli Stati Uniti d'America.
La modalità della sua morte all'età di 16 anni sconcertò i medici curanti. Essa fu ricondotta all'AIDS solo vent'anni più tardi, sulla stampa generalista nel 1987 e in una pubblicazione scientifica nel 1988.

## Biografia
Agli inizi del 1968 Robert R. si recò al Barnes-Jewish Hospital (più tardi rinominato Barnes Hospital) a St. Louis, Missouri. Le sue gambe, la parte inferiore del torso e i testicoli presentavano estese tumefazioni; aveva anche una grave proctite, nonché una linfoadenopatia al collo e nella regione pelvica, che più tardi si estese anche alle sue gambe (causando l'errata diagnosi di linfoma). Era diventato magro e pallido; soffriva di respiro affannoso e a volte tossiva sangue. Gli esami evidenziarono una grave infezione di clamidia.
I dottori non riuscirono a raccogliere molte informazioni utili riguardo ai trascorsi di Robert, che era di colore, mentre il personale medico era bianco, cosa che lo rese diffidente; inoltre ogni domanda su eventuali contatti omosessuali era vista come uno stigma. Robert riferì che soffriva di tali sintomi fin dal tardo 1966, dopo un singolo rapporto sessuale con una ragazza; tuttavia Robert si rifiutò esplicitamente di sottoporsi ad esame rettale.
Notando come i suoi sintomi erano più frequentemente riscontrati in ambito omosessuale e comunque presso soggetti con un'alta attività sessuale, speculando sull'estrema povertà del luogo nel quale era cresciuto (il ghetto nero di Saint Louis), alcuni dei medici curanti, come Marlys Hearst Witte, ipotizzarono che potesse aver praticato la prostituzione maschile.
Alla fine del 1968 le condizioni di Robert sembravano stabili, tuttavia nel marzo 1969 i sintomi riapparvero e peggiorarono. Ebbe forti problemi respiratori e i suoi linfociti decrebbero drammaticamente. I medici constatarono come il suo sistema immunitario avesse come cessato di funzionare. Ebbe un attacco di febbre e morì alle ore 23:20 del 15 maggio 1969.

## Autopsia
L'autopsia condotta dal dott. William Drake rilevò diverse anomalie: sulla coscia destra e sui tessuti molli di Robert vi erano piccole lesioni violacee. Drake concluse che le lesioni erano sarcoma di Kaposi, un raro tipo di cancro a quei tempi noto solo per interessare anziani di pochi gruppi etnici (ebrei, sardi e greci; mentre Robert era afroamericano) ed avere origine da infezione dell'Herpesvirus umano 8, comunemente trasmesso per via sessuale. I sarcoma vennero ritrovati anche nell'ano e nel retto, cosa mai riscontrata fino ad allora.
Queste scoperte sconcertarono i medici curanti e il referto del caso fu pubblicato su una rivista medica specializzata nel 1973. Dopo l'autopsia, alcuni campioni di parte dei suoi tessuti furono conservati da uno dei medici che assistette, la dottoressa Memory Elvin-Lewis, nei refrigeratori dei laboratori dell'Università dell'Arizona.

## Test
Nel 1984, quando l'HIV era ormai ufficialmente noto e si stava per diffondere con drammatica velocità a New York e a Los Angeles, il dottor Marlys Witte, uno dei medici che seguirono Robert prima della malattia e che assistette all'autopsia, ottenne dalla dottoressa Elvin-Lewis alcuni campioni di tessuti conservati, li scongelò e sottopose a test, ottenendo come risultato negativo. Nel giugno 1987 Witte si fece spedire dalla Elvin-Lewis i pochi campioni ancora rimasti (due anni prima ne furono distrutti buona parte in seguito all'interruzione accidentale della corrente elettrica di due dei refrigeratori che li conservavano) e li spedì al dottor Robert Garry della Tulane University Medical School per ripetere il test usando una tecnica più recente, il Western blot, che evidenziò anticorpi contro tutte le nove proteine individuabili dell'HIV nel sangue di Robert. Un secondo test riportò i medesimi risultati.

## Impatto nella ricerca delle origini dell'AIDS
Robert non aveva mai viaggiato al di fuori degli Stati Uniti e neppure al di fuori del Midwest; inoltre raccontò di non aver mai ricevuto trasfusioni di sangue, o utilizzato droghe per via endovenosa. Per esclusione, ne conseguiva che doveva essere stato contagiato attraverso un rapporto sessuale da qualcun altro già presente negli Stati Uniti e quindi che l'AIDS si stava diffondendo nel Nord America prima che Robert ne manifestasse i sintomi nel 1966. Non si era mai recato in città cosmopolite come New York, Los Angeles o San Francisco, nelle quali l'epidemia di AIDS fu notata per la prima volta negli Stati Uniti.